# Tullio Garbari

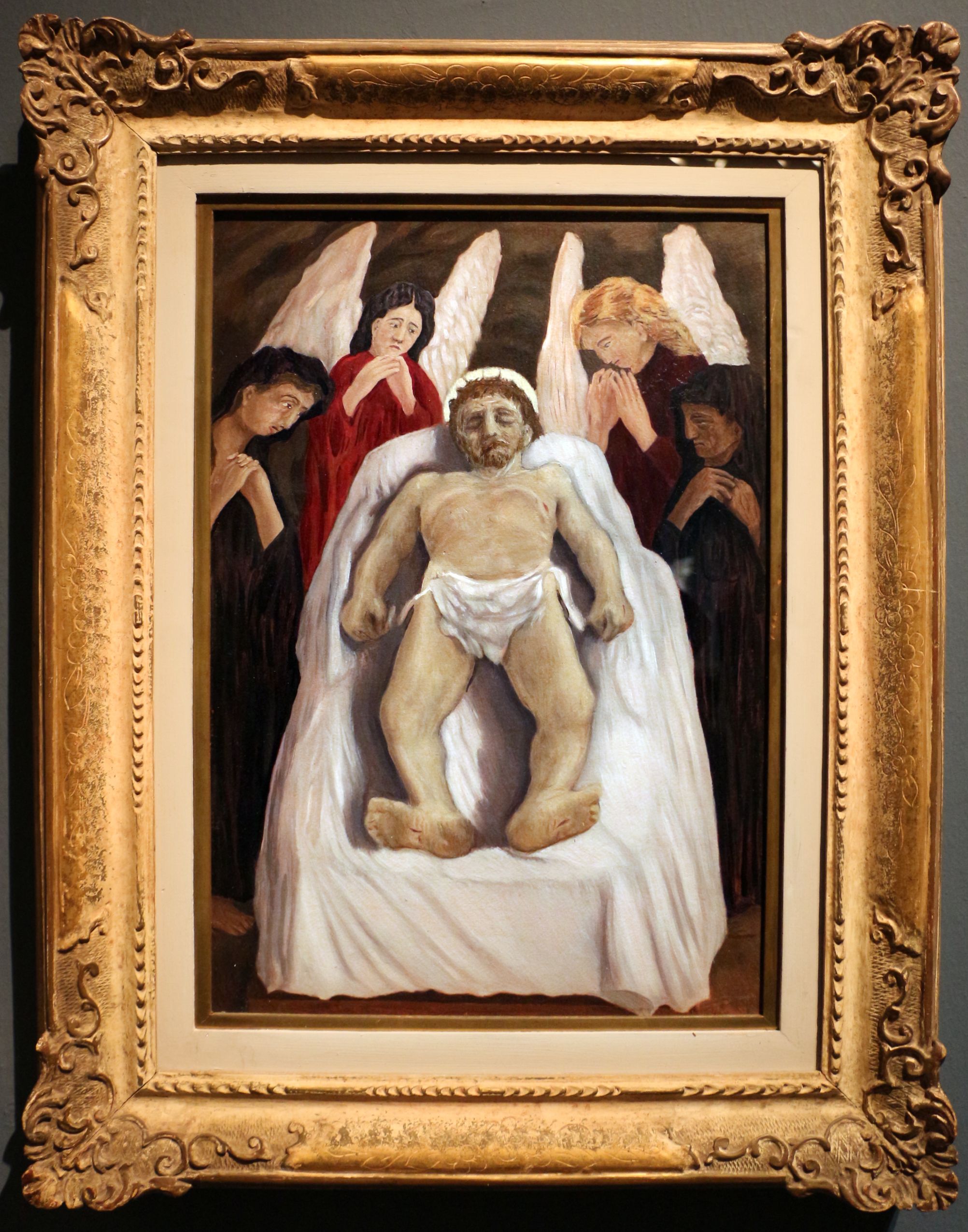
Il deposto
(1929), Firenze, Museo Novecento.

Tullio Garbari (Pergine Valsugana, 14 agosto 1892 – Parigi, 8 ottobre 1931) è stato un pittore italiano.

## Biografia

### Le origini
Nacque nel 1892 a Pergine Valsugana in Tirolo (attuale Trentino), al tempo parte dell'Impero Austroungarico, da Ubaldino e Adelgunda Toller. Negli anni 1903-1908 frequentò la Scuola Reale Elisabettina di Rovereto, ad indirizzo tecnico. A questo periodo appartengono i suoi primi acquerelli.
Nell'autunno del 1908 si iscrisse all'Accademia di belle arti di Venezia. Qui conobbe alcuni giovani pittori d'avanguardia, insofferenti come lui della pittura accademica, noti poi come Ribelli di Ca' Pesaro: Umberto Boccioni, Teodoro Wolf Ferrari, Felice Casorati, Gino Rossi, Arturo Martini, Umberto Moggioli. Questo fu un periodo di intenso studio e di collaborazione con alcune riviste di avanguardia. Nel 1910 partecipò alla mostra di Ca' Pesaro, per la quale fu incaricato di preparare il manifesto.
Nel 1911 espose un dipinto alla prima mostra internazionale d'arte di Valle Giulia a Roma. Nello stesso anno partecipò alla fondazione de La Voce trentina e frequentò gli ambienti de La Voce di Giuseppe Prezzolini; tentò anche di trasformare La Voce trentina in una edizione integrale-speciale di quella fiorentina, ma dovette rinunciare per la difficoltà ideologico-politiche e soprattutto economiche.
La sua prima mostra personale a Trento ebbe luogo nel 1912 nella sala della Filarmonica. Il 31 luglio dello stesso anno morì suo padre; il suo dolore si manifesta in una delle poesie più belle. Del 1913 è la sua seconda personale a Ca' Pesaro. Pure per questa mostra disegnò il manifesto.
Nell'agosto del 1914, per non essere chiamato a prestare servizio nell'esercito austro-ungarico, passò la frontiera clandestinamente come i fratelli e si recò a Milano. Nel maggio 1915 si arruolò nell'esercito italiano, ma fu dichiarato non idoneo e congedato dopo neppure due mesi di servizio militare a Verona. Come fuoruscito dovette rimanere a Milano per tutta la durata della guerra. In questo periodo sofferse per la solitudine e le traversie della famiglia (la madre e le sorelle confinate ad Haslach in Austria, un fratello morto ed uno ferito al fronte). La sua vita in questo periodo è testimoniata dalla corrispondenza con i fratelli Ezio e Mario, ufficiali degli alpini, conservata, come tutte le sue carte, documenti e biblioteca, nell'archivio Garbari di Pergine. Frequentò gli ambienti culturali milanesi e dipinse il quadro Intellettuali al caffè (Milano, 1916). I dipinti di questo periodo sono spesso incentrati su temi ispirati ai ricordi trentini. Espose con Carrà alla galleria Chini nel 1917. Subito dopo rallentò la sua attività di pittore.

### Il periodo di studio

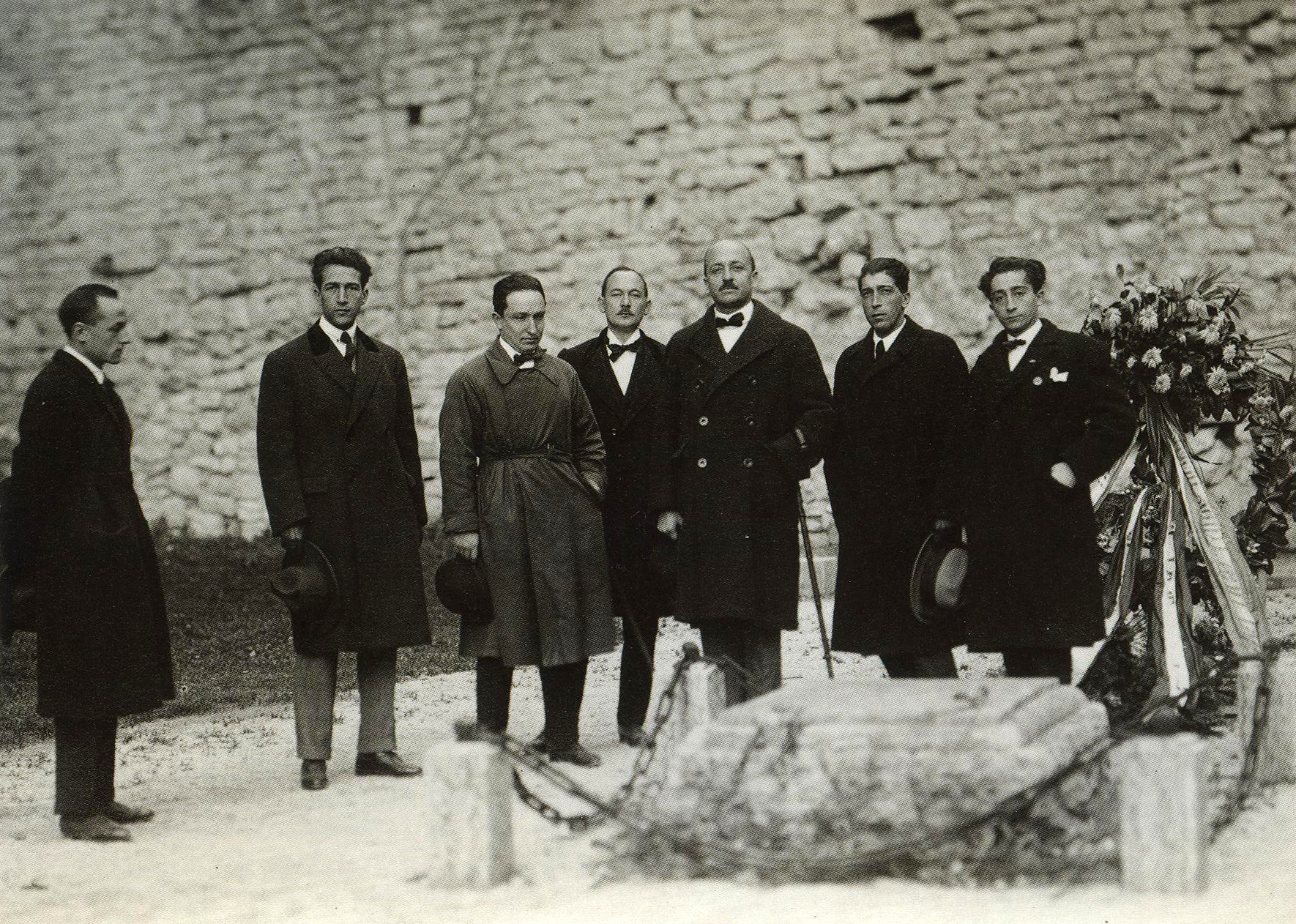
Tullio Garbari, Fortunato Depero, Alfredo Degasperi, Filippo Tommaso Marinetti, Franco Casavola e Mino Somenzi nella fossa dei Martiri del Castello del Buonconsiglio a Trento, 1922, in una foto di Sergio Perdomi

Nel gennaio 1919, dopo la fine della guerra, tornò a Pergine e si riunì alla famiglia. Gli anni dal 1919 al 1927 furono dedicati alla lettura e ad una intensa attività di studio: egli imparò le lingue antiche (il greco, il latino, l'ebraico, il sanscrito) ed il francese. Tradusse il De Architectura di Vitruvio e compì ricerche filologiche. Approfondì lo studio della poesia medioevale e si interessò di musica, anatomia e mineralogia. Scrisse e appuntò riempiendo molti grossi fascicoli. In questo periodo si dedicò anche alla poesia, con una vasta produzione rimasta per molti anni inedita. Nel 1921 venne incaricato di preparare una biografia di Giovanni Segantini.
Nello stesso anno partecipò con durezza ai dibattiti sulla provincia trentina appena annessa all'Italia. Sostenne l'italianità, ma senza fanatismi nazionalistici. Nel 1924 si trasferì a Trento, dove soffrì la fame. Da quest'anno si riaccostò gradualmente alla pittura. Venne invitato ad unirsi al movimento del "Novecento", ma la partecipazione a tale raggruppamento di artisti lo convinse della sua estraneità a quella che era diventata quasi l'arte ufficiale del fascismo.

### L'ultimo periodo
Progettò con Carlo Belli una scuola di pittura collegata al santuario di Piné e agli ex voto contenuti, dimostrando così il suo interessamento all'arte popolare. Studiò Maritain e meditò su molte sue opere. Alcuni critici hanno classificato le opere di quegli anni come "naïf", ma questa definizione è smentita dal percorso culturale, dalla tecnica pittorica, dalle frequentazioni, dalla conoscenza filosofica e dal desiderio di approfondire l'opera di Maritain sul concetto di arte e religiosità. Nel 1927 riprese a dipingere a pieno ritmo, indirizzandosi verso una pittura completamente autonoma rispetto ai movimenti artistici coevi.
In quell'anno espose a Milano, Amburgo, Berlino, L'Aia, Amsterdam e nel gennaio 1928 a Lipsia. Dipinse molte scene di vita contadina e popolare. Nel 1928 partecipò alla XVI Biennale di Venezia e alla prima mostra di arte trentina. Dipinse da quell'anno molti quadri di carattere sacro e popolare. Nel 1929 espose al Circolo sociale di Trento. L'anno successivo espose a Milano alla galleria Bardi e nel 1931 alla Quadriennale di Roma, alla galleria del "Milione" diretta da Edoardo Persico.
In questo periodo nacquero le grandi opere di tema religioso (Cantico dei Cantici, Orantis Imago) e altre opere famose, come Allegoria della famiglia retica, Paesaggio a Sera, Johanna, La Primavera. Nel 1930 eseguì una serie di litografie pubblicate dall'Anonima Editrice Arte, per l'anno vergiliano recensite da Edoardo Persico su "La Casa Bella".
Nel marzo 1931, già riconosciuto dalla critica tra gli autori della nuova pittura europea contemporanea, partì per Parigi, spinto dal sogno di incontrare Maritain. Qui lo raggiunse Dino Garrone, incontrato l'anno prima, e frequentò Gino Severini, con cui condivideva posizioni artistiche e filosofiche. Espose alla Galérie de la Renaissance. Lavorò con assiduità fino alla morte, avvenuta improvvisamente l'8 ottobre 1931, a 39 anni di età.

## Opere notevoli
- Gli intellettuali al caffè
- Paesaggio a sera
- La Madonna della pace
- Il miracolo della mula
- La creazione di Eva
- Il Trionfo di San Tommaso